# Bonanza Gift Store
Pour les articles homonymes, voir Bonanza (homonymie).
Le Bonanza Gift Shop est la plus grande boutique de souvenirs au monde, située à Las Vegas dans le Nevada, aux États-Unis, en face du Sahara Hôtel-casino. Son adresse est 2440 Las Vegas boulevard South.
La boutique est ouverte tous les jours de l'année sauf pour la fête de l'Action de grâce et pour le jour de Noël.
Plus grande boutique de souvenirs du monde avec 3 716 m², elle a été construite au bord du Strip en 1980 lorsque Las Vegas était en plein développement.
On y trouve une abondance de souvenirs, surtout de la culture Pop de Las Vegas, mais aussi :
- des sculptures du Las Vegas Sign ;
- des jeux (cartes, dés, jetons, etc.) ;
- des auto-collants ;
- des portes-clés ;
- des T-shirts ;
- des jouets ;
- des CD ;
- des magazines...